# Arriba Perú
Arriba Perú (auch: SV Arriba Perú, spanisch für: Auf Peru!) ist ein im Jahr 1995 gegründeter Fußballverein auf der Insel Bonaire. Der Verein spielt in der Saison 2015 in der Bonaire League, der höchsten Spielklasse des Fußballverbands von Bonaire. 